# ウェザーン州
ウェザーン州（アライシュしゅう、フランス語: Province de Ouezzane、アラビア語: إقليم وزان）は、 タンジェ＝テトゥアン＝アル・ホセイマ地方の南部に位置する州。州都はウェザーン。

## 地理
北西はタンジェ＝テトゥアン＝アル・ホセイマ地方のアライシュ州、北東はシャウエン州、南東はフェズ＝メクネス地方のタウナト州、南西はラバト＝サレ＝ケニトラ地方のシーディ・カセム州、西にケニトラ州が隣接する。
ウェザーン州はタンジェ＝テトゥアン＝アル・ホセイマ地方で唯一の海に面していない内陸部の行政区画である。東部はリフ山脈に囲まれている。それ以外の地域も東部より高度や起伏は激しくないものの山に囲まれている。

### 気候
ケッペンの気候区分で地中海性気候(Csa)に区分される。平均年間総雨量は約800mmである。

## 人口
2020年の人口は推定297,715人である。都市人口は24.54%の73,057人と推定される。

2004年の国勢調査では59,417世帯の304,528人、2014年の国勢調査では67,858世帯の300,637人だった。2004年から2014年の10年の人口は-1.28%であり、タンジェ＝テトゥアン＝アル・ホセイマ地方で唯一人口が減少している州である。

## 経済・産業
ウェザーン州の名産品はオリーブとオリーブオイルである。オリーブの生産量はシャウエン州に次いで地方で2番目である。また、工芸の州としても知られており、州内には5,000人の職人がいる。

2014年のウェザーン州の労働人口は97,637人であり、その23.3%が都市部のウェザーンに集中している。

### 産業[2]
- 農業 - 2019年時点のウェザーン州の農地の広さは144,850haである。
  - 穀物 - 81,400haの農地。収穫量は112250トン。パンコムギが50890トンを占め、続いてデュラムコムギの37100トンが占め、オオムギが23.75トン。
  - 果物 - 農地の63,300haを占める。収穫量は97,260トン。うち71,370トンがオリーブである。
  - マメ科 - 農地は3,200haを占める。収穫量は2300トンうちヒヨコマメが1380トンである。
  - 野菜 - 野菜の農地は500haを占める。収穫量は3,040トンでうちジャガイモが390トンを占める。

## 教育
2014年の国勢調査ではウェザーン州の識字率は60.8%である。都市部のウェザーンでは識字率は75%に対し、それ以外の田舎コミューンでは56.3%であり、田舎と都市部での格差が確認される。

## 交通

### 道路
2018年のウェザーン州の公道の総延長は438,6Km。内訳は州道が304Km、地方道が91,5Km、国道が56,2Km。

#### 国道
- 国道13号線 - ウェザーン州北部からウェザーンを経由して州を南北に横断しラバト＝サレ＝ケニトラ地方へ。

## 行政区画[4]

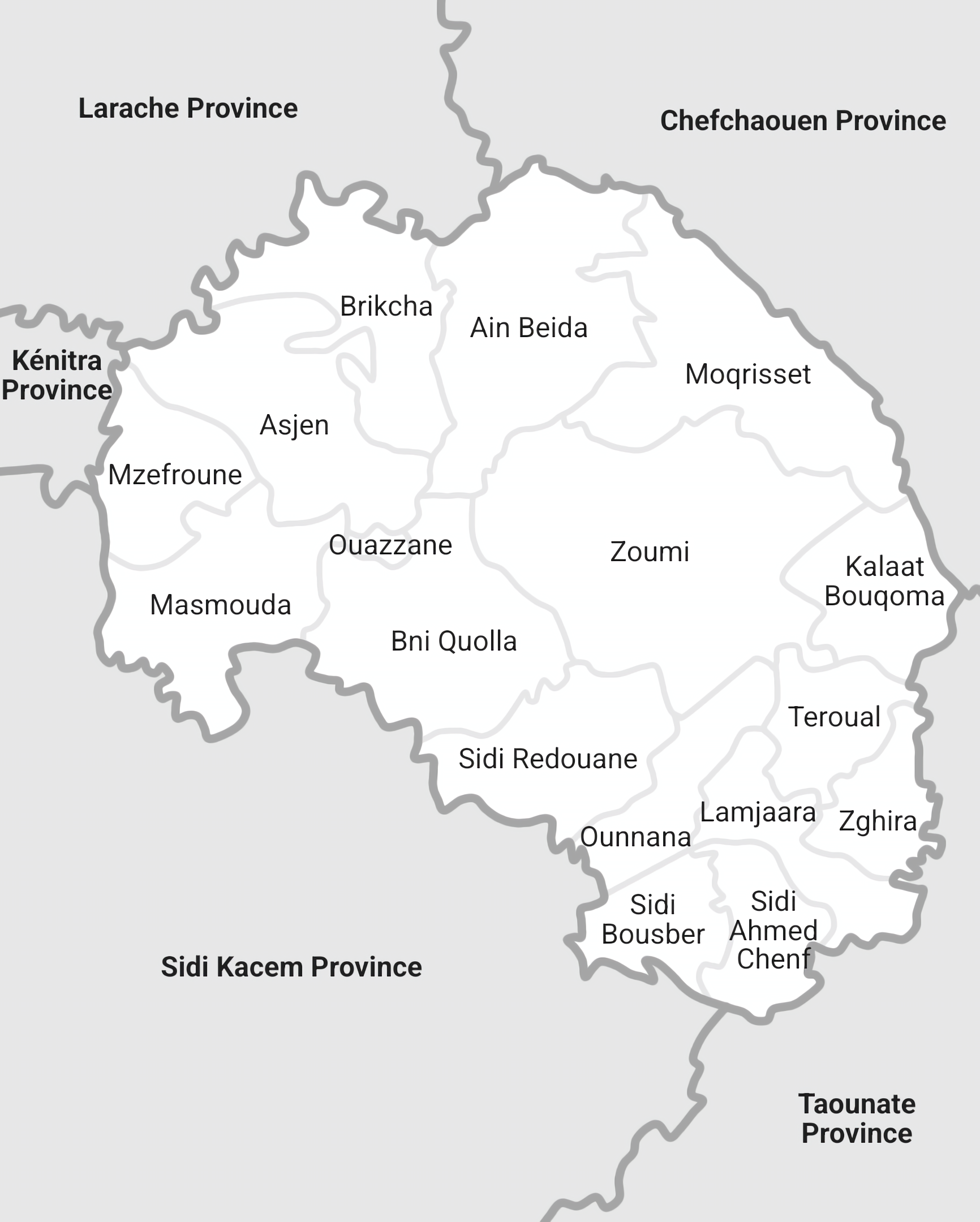
ウェザーン州の行政区画

ウェザーン州は1都市コミューンと16田舎コミューンの合計17コミューンから構成されている。
| 区画コード    | 名称             | アラビア語       | 種類           | Caidats        | Cercles   | 人口 (2014年) | 備考 |
| ------------- | ---------------- | ---------------- | -------------- | -------------- | --------- | ------------- | ---- |
| 01.405.01.09. | ウェザーン       | وزان             | 都市コミューン |                |           | 59,606        | 州都 |
| 01.405.07.17. | Teroual          | تروال            | 田舎コミューン | Teroual        | Ouazzane  | 19,169        |      |
| 01.405.07.19. | Zghira           | ازغيرة           | 田舎コミューン | Teroual        | Ouazzane  | 15,503        |      |
| 01.405.07.03. | Lamjaara         | لمجاعرة          | 田舎コミューン | Lamjaara       | Ouazzane  | 18,820        |      |
| 01.405.07.09. | Ounnana          | أونانة           | 田舎コミューン | Lamjaara       | Ouazzane  | 12,801        |      |
| 01.405.07.13. | Sidi Bousber     | سيدي بوصبر       | 田舎コミューン | Bousber        | Ouazzane  | 10,528        |      |
| 01.405.07.11. | Sidi Ahmed Chenf | سيدي أحمد الشريف | 田舎コミューン | Bousber        | Ouazzane  | 9,576         |      |
| 01.405.07.15. | Sidi Redouane    | سيدي رضوان       | 田舎コミューン | Sidi Redouane  | Ouazzane  | 19,169        |      |
| 01.405.07.01. | Bni Quolla       | بني قلة          | 田舎コミューン | Bni Quolla     | Ouazzane  | 16,049        |      |
| 01.405.07.07. | Mzefroune        | امزفرون          | 田舎コミューン | Mzefroune      | Ouazzane  | 6,973         |      |
| 01.405.07.05. | Masmouda         | مصمودة           | 田舎コミューン | Mzefroune      | Ouazzane  | 16,106        |      |
| 01.405.09.09. | Moqrisset        | مقريصات          | 田舎コミューン | Moqrisset      | Moqrisset | 10,545        |      |
| 01.405.09.01. | Ain Beida        | عين بيضاء        | 田舎コミューン | Moqrisset      | Moqrisset | 11,978        |      |
| 01.405.09.05. | Brikcha          | ابريكشة          | 田舎コミューン | Brikcha        | Moqrisset | 10,399        |      |
| 01.405.09.03. | Asjen            | اسجن             | 田舎コミューン | Brikcha        | Moqrisset | 13,139        |      |
| 01.405.11.11. | Zoumi            | زومي             | 田舎コミューン | Zoumi          | Zoumi     | 40,661        |      |
| 01.405.11.07. | Kalaat Bouqoma   | قلعة بوقرة       | 田舎コミューン | Kalaat Bouqoma | Zoumi     | 16,163        |      |